# دورالومين

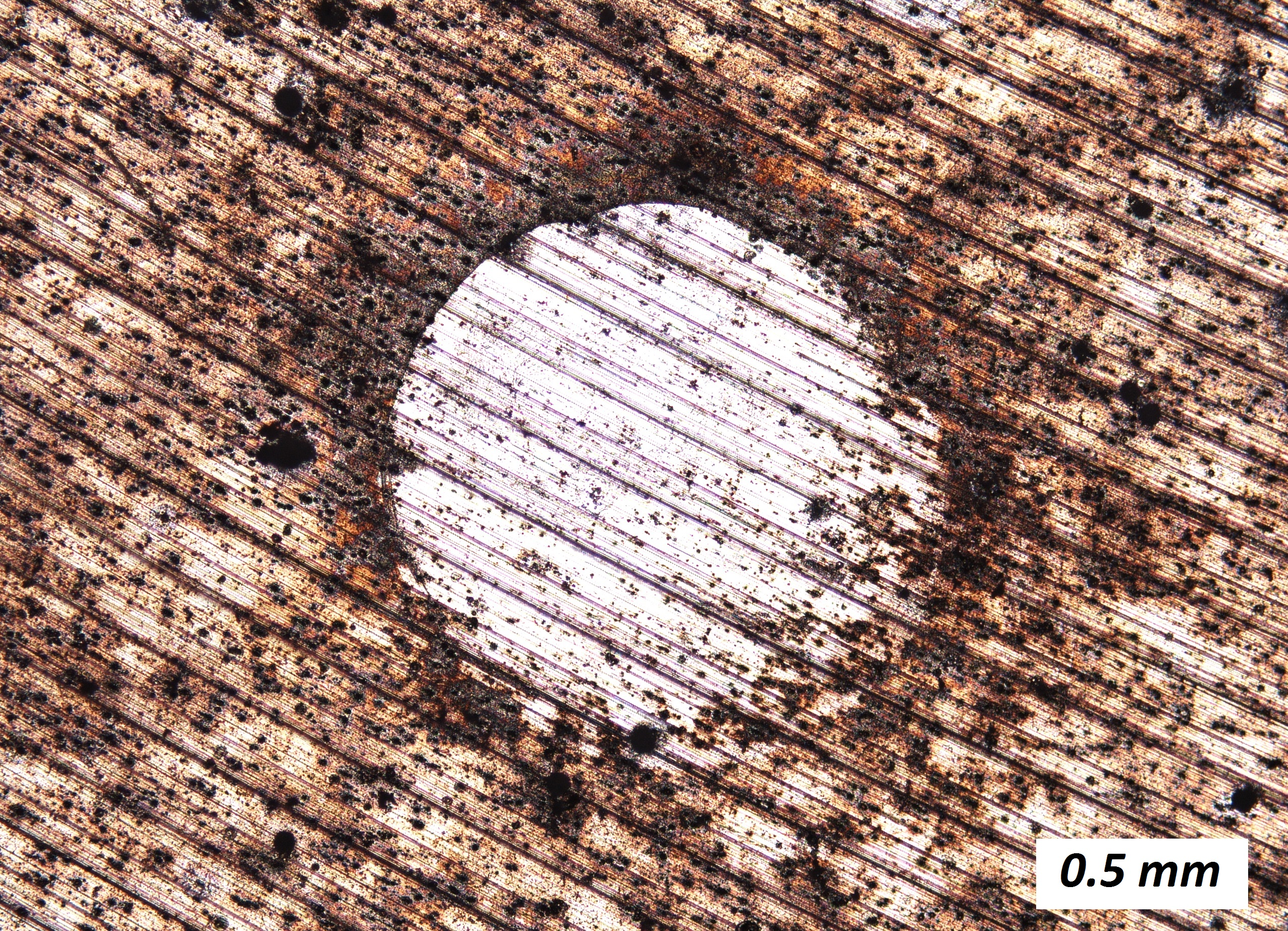
تآكل الديورالومين

دورالومين (بالإنجليزية: Duralumin)‏ هو الاسم التجاري لأحد أقدم سبائك الألومنيوم المصنعة بتقنية التقسية بالترسيب (بالإنجليزية: Precipitation hardening)‏. تحتوي تلك السبيكة على كميات من العناصر السبائكية كالنحاس والماغنيسيوم والمنجنيز. تركيب تلك السبيكة الكيميائي به 4.4% نحاس، 1.5% ماغنيسيوم، 0.6% منجنيز، 93.5% ألومنيوم، يصل إجهاد الخضوع لها إلى 450 MPa (65 ksi)، وتتغير قيمه بحسب التغير في التركيب الكيميائي والمعالجة الحرارية لها.
تستخدم تلك السبيكة في تصنيع بعض من أجزاء الطائرات، وكما كانت من المكونات الأساسية للنماذج الأولية من السفن الهوائية.